# Ulises Tavares
Ulises Tavares (Tepatitlán de Morelos, Jalisco, México, 29 de abril de 1993) es un futbolista mexicano que juega como delantero. Su equipo actual es el Saltillo Fútbol Club, de la Segunda División de México.

## Trayectoria

### Club Arandas
Debutaría en el año 2008 con el Club Arandas de la cuarta división del fútbol Mexicano con apenas 15 años de edad.
Con este club de poco a poco se fue destacando y se mantuvo por 4 temporadas hasta la 2011-2012 llegando a disputar 97 partidos en los que anotó 30 goles.

### C. F. Estudiantes
Recalo en este club luego de que varios equipos de primera división lo rechazaran como el Toluca F. C. y el Pachuca C. F. Inició la temporada 2012-2013 y desde el primer encuentro hasta la culminación de la liga fue líder en la tabla de goleo, Ulises demostró todo su potencial y terminaría la tempora con unos registros deslumbrantes disputando 32 partidos en los que anotó 57 goles.

### Pumas de la UNAM y filial
Por fin un club de primera división se fijó en él y a mediados del 2013 los Pumas de la UNAM compran sus derechos federativos pero es enviado al equipo filial Pumas Naucalpan de la segunda divión para que fuera adquiriendo más experiencia en total disputó 23 partidos y marcó 13 goles. 
Para el torneo Clausura del 2014 es promovido a la primera división con Pumas UNAM pero no vio ni un solo minuto en cancha.

### La Equidad
Para enero del 2015 decide salir de México y toma rumbo a Colombia, en el país cafetero quien le abrió la puertas fue el equipo de La Equidad Seguros donde ficharía por 2 años, teniendo un nivel aceptable en su primera en año en el segundo tras una lesión no pudo retomar su nivel y decide resindir su contrato meses antes de culminar el torneo finalización 2016.

### Patriotas Boyacá
En junio de 2017 confirma su tercer año en suelo cafetero fichando con el Patriotas Boyacá donde llega a pedido del DT Diego Corredor. Culmina la temporada sin mucha trascendencia y regresa a su natal México.

## Clubes
| Club                   | País        | Año             |
| ---------------------- | ----------- | --------------- |
| Arandas                | México      | 2008 - 2012     |
| Estudiante Atlacomulco | México      | 2012 - 2013     |
| Pumas Naucalpan        | México      | 2013 - 2014     |
| La Equidad             | Colombia    | 2015 - 2016     |
| Patriotas Boyacá       | Colombia    | 2017            |
| Irapuato               | México      | 2018            |
| Sonsonate              | El Salvador | 2018            |
| Saltillo SFC           | México      | 2019 - Presente |

## Estadísticas
Actualizado al último partido jugado.
| Club Arandas · México |               |               |     |     |   |   |   |    |     |      |      |
| 4ª | 2008/09       | 22            | 1   | —   | — | — | — | 22 | 1   | 0.05 |      |
| 4ª | 2009/10       | 26            | 6   | —   | — | — | — | 26 | 6   | 0.23 |      |
| 4ª | 2010/11       | 22            | 9   | —   | — | — | — | 22 | 9   | 0.41 |      |
| 4ª | 2011/12       | 26            | 14  | —   | — | — | — | 26 | 14  | 0.54 |      |
| Total club | Total club    | 97            | 30  | 0   | 0 | 0 | 0 | 97 | 30  | 0.31 |      |
| Estudiantes Atlacomulco · México |               |               |     |     |   |   |   |    |     |      |      |
| 4ª | 2012/13       | 32            | 57  | —   | — | — | — | 32 | 57  | 1.78 |      |
| Total club | Total club    | 32            | 57  | 0   | 0 | 0 | 0 | 32 | 57  | 1.78 |      |
| Pumas Naucalpan · México |               |               |     |     |   |   |   |    |     |      |      |
| 4ª | 2013-ll       | 11            | 9   | —   | — | — | — | 11 | 9   | 0.82 |      |
| 4ª | 2014-ll       | 12            | 4   | —   | — | — | — | 12 | 4   | 0.33 |      |
| Total club | Total club    | 23            | 13  | 0   | 0 | 0 | 0 | 23 | 13  | 0.57 |      |
| La Equidad · Colombia |               |               |     |     |   |   |   |    |     |      |      |
| 1ª | 2015          | 14            | 1   | 3   | 2 | — | — | 17 | 3   | 0.18 |      |
| 1ª | 2016          | 2             | 0   | 2   | 0 | — | — | 4  | 0   | 0.00 |      |
| Total club | Total club    | 16            | 1   | 5   | 2 | 0 | 0 | 21 | 3   | 0.14 |      |
| Patriotas Boyacá · Colombia |               |               |     |     |   |   |   |    |     |      |      |
| 1ª | 2017          | 4             | 0   | 1   | 0 | 0 | 0 | 5  | 0   | 0.00 |      |
| Total club | Total club    | 4             | 0   | 1   | 0 | 0 | 0 | 5  | 0   | 0.0  |      |
| Club Irapuato · México |               |               |     |     |   |   |   |    |     |      |      |
| 3ª | 2018          | 12            | 4   | —   | — | — | — | 12 | 4   | 0.33 |      |
| Total club | Total club    | 12            | 4   | 0   | 0 | 0 | 0 | 12 | 4   | 0.33 |      |
| Sonsonate · El Salvador |               |               |     |     |   |   |   |    |     |      |      |
| 1ª | 2018/19       | 10            | 5   | —   | — | — | — | 10 | 5   | 0.50 |      |
| Total club | Total club    | 10            | 5   | 0   | 0 | 0 | 0 | 10 | 5   | 0.50 |      |
| Total carrera | Total carrera | Total carrera | 178 | 106 | 5 | 2 | 0 | 0  | 183 | 108  | 0,60 |
| (1) Incluye datos de la Copa Colombia (2015-17). (2) Incluye datos de Copa Sudamericana 2017. (3) No incluye goles en partidos amistosos. (4) Ficha en LIGAMX.NET. (5) Ficha en SCORESWAY. |               |               |     |     |   |   |   |    |     |      |      |

## Distinciones individuales
- Goleador cuarta división de México 2012/13 con 57 goles.
- Goleador histórico de la cuarta división de México con 100 goles.